# 華頂宮博厚親王
華頂宮博厚親王（かちょうのみや ひろあつしんのう、1875年〈明治8年〉1月18日 - 1883年〈明治16年〉2月15日）は、日本の皇族。

## 生涯
華頂宮博経親王第一王子で、伏見宮邦家親王の孫。母は南部利剛の長女、郁子。
1876年（明治9年）5月24日、父の博経親王の薨去を受けて、華頂宮の家督を継承する。明治初年に定められた皇族の範囲・賜姓皇族の方針によると、世襲親王家以外の親王家は一代宮家と定められており、父王死後の博厚親王は臣籍降下するはずだったが、熾仁親王の請願による明治天皇の意向により皇族の身分を保ち、1歳3ヶ月で家督を継いだ。
1883年（明治16年）2月15日、明治天皇猶子となり親王宣下を受けた同日、ジフテリアにより薨去。8歳没。
博厚親王は幼少であったために継嗣はなく、伏見宮家から博恭王が入り華頂宮を相続する。その後、博恭王は本流である伏見宮を継承するはずだった邦芳王が病弱であったため、伏見宮に復籍し家督を相続。華頂宮は博恭王の第二王子、博忠王が継承することになる。
なお、博厚親王は親王宣下によって親王の身位を授けられた最も若い人物である（親王宣下を受けた人物としては最後から2番目）。